# Кошовий отаман
Кошови́й ота́ман (кошовий) — виборна службова особа в Запорозькій Січі (XVI—XVIII ст.), яка зосереджувала у своїх руках найвищу військову, адміністративну і судову владу, очолював Кіш Запорізької Січі. Першим був Остафій Дашкевич.

## Опис
Кошових отаманів до середини XVII століття часто називали гетьманами. Під час воєнних походів влада отамана була фактично необмеженою, але в мирний час найважливіші питання військового і політичного характеру виносив на розгляд ради старшин і військової ради. Кошовий отаман мав чітко визначені обов'язки: відкривати військові ради (коло), головувати на старшинських радах, вступати в дипломатичні стосунки з іноземними державами, розподіляти військову здобич, прибутки від мит, узаконювати поділ пасовищ, земель і угідь для полювання і рибальства. Кошовий отаман затверджував обрану січовою радою кошову старшину — військового писаря, військового суддю, військового осавула, які були його найближчими радниками і помічниками. Призначав паланкову і наказну старшину, інколи й військових службовців — військового довбиша, військового товмача, військового кантаржія, військового гармаша (пушкаря) та інших. Кошовий отаман, виконуючи функції верховного судді, затверджував вироки, винесені кошовим суддею, в тому числі і смертні, приймав духовних осіб з Києва і призначав священиків у січову і паланкові церкви. На час своєї відсутності призначав свого заступника — наказного отамана.
Зовнішньою ознакою влади кошового отамана була залізна булава (іноді тростяна). В церкві ставав в окремому місці — бокуні (стасидії), різьбленій з дерева і пофарбованій у зелений колір.
У Козацькій Республіці владу кошового отамана («батька», «вельможного добродія») обмежували звіт, час і рада запорожців. Кожен кошовий щороку 1 січня звітувався перед побратимами на раді. Якщо козаки висловлювали невдоволення його діями, отаман негайно кидав на землю шапку, клав палицю, вклонявся товариству, дякуючи за виявлену протягом року честь, і йшов у свій курінь. Після цього починалися вибори нового кошового отамана. Кожен курінь пропонував свого кандидата, тому вибори часто тривали дуже довго, а іноді закінчувалися сварками. Коли ж нарешті зупинялися на найдостойнішому січовику, його запрошували на площу. Обраний, за давнім звичаєм, повинен був двічі відмовлятися від такої честі, а втретє — дати згоду. На раді кошовий отаман мав кланятися на 4 боки, дякувати під вигуки запорожців: «Будь, пане, здоровий та гладкий. Дай тобі, Боже, лебединий вік і журавлиний крик». Кожного кошового обирали лише на рік. Найславетніших, найшанованіших — переобирали протягом 5 і більше років. Наприклад, Іван Сірко, отаманував протягом 15, а Петро Калнишевський — протягом 10 років. Декілька раз ставали кошовими отаманами такі визначні українські військові діячі, як Кость Гордієнко, І.Малашевич. Проте будь-яке важливе рішення приймалося колективно на козацькій раді. У розмовах із січовиками кошовий отаман називав козаків по-батьківськи, по-товариськи: «дітки, братчики».

Комплекс «Запорозька січ» на острові Хортиця
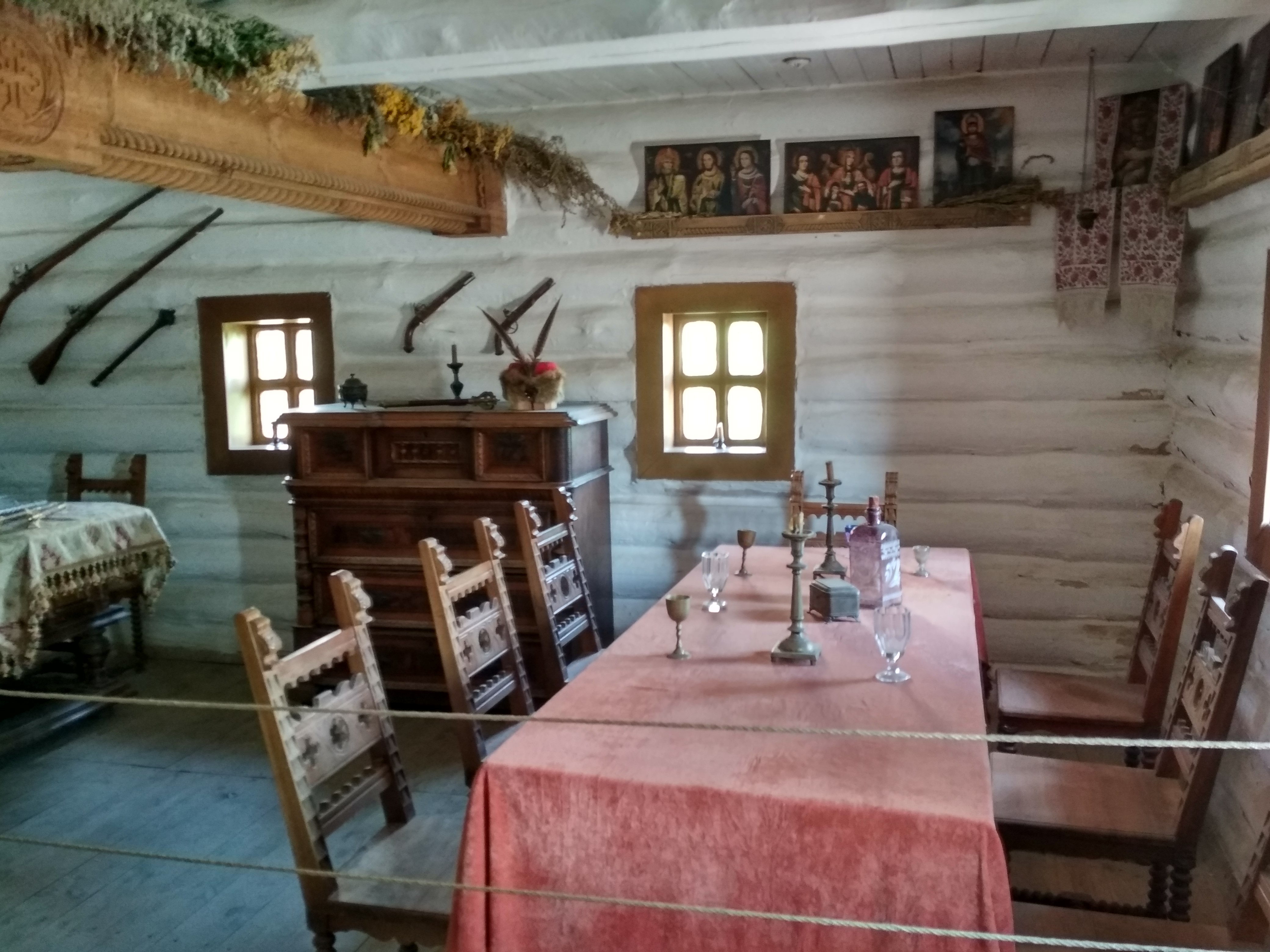
Зала для нарад Кошового Січі, реконструкція
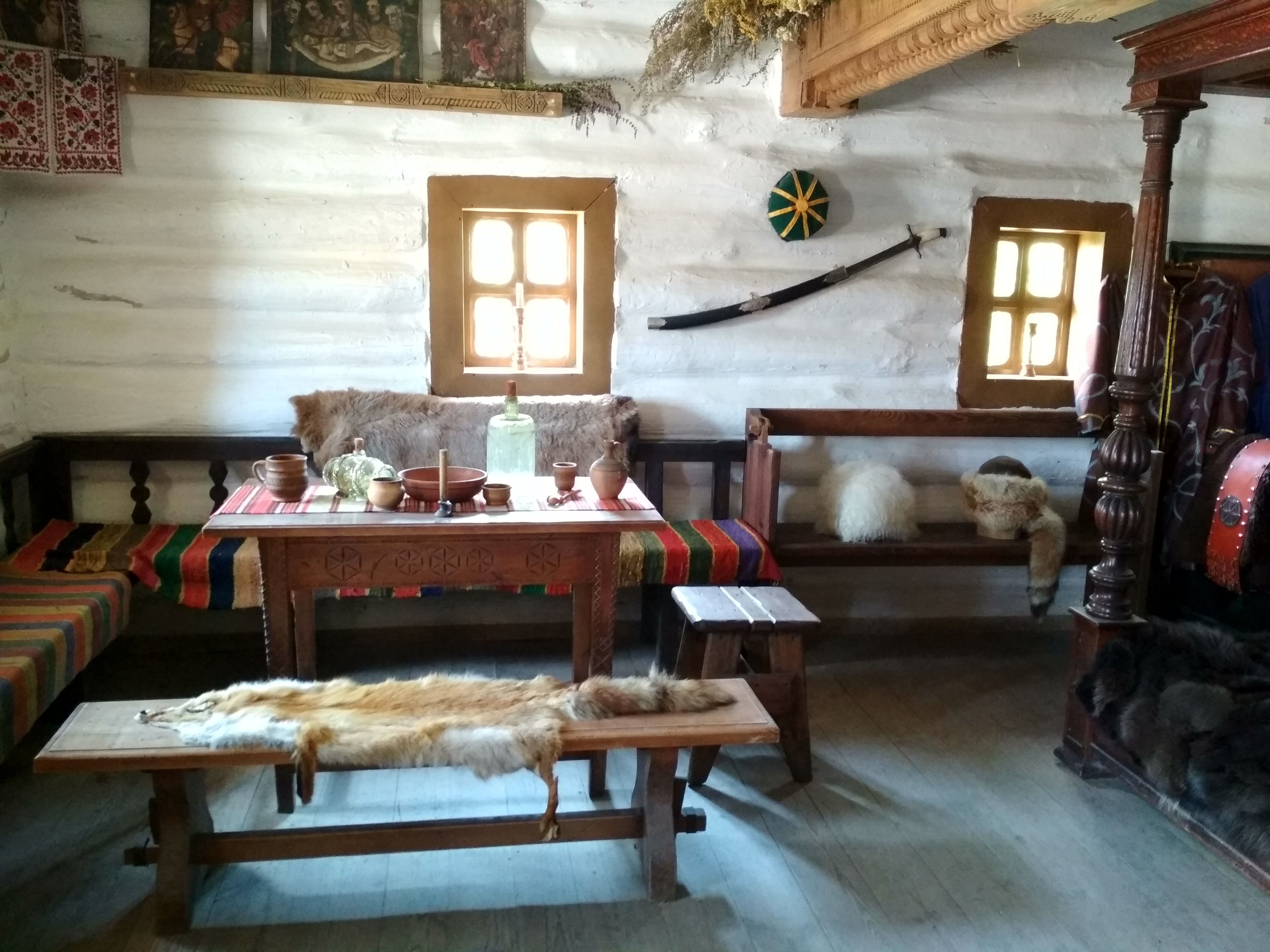
Покої Кошового Січі, реконструкція

Життя кошових отаманів. мало чим відрізнялося від життя решти козаків. Він жив і харчувався разом із побратимами. Кошовий мав ділянку землі, виділену платню, слуг (джур, своєрідних ад'ютантів).
Окрім кошових отаманів, були на Січі 38 курінних отаманів, які виконували роль інтендантів, дбали про харчування, скарб козаків. Останнім кошовим Запорізької Січі був Петро Калнишевський.

### Кошові отамани (список)
| 1556      |  | Єськович Михайло     | кошовий отаман.                                                                               |
| 1572      |  | Сулган П’ятигорець   | кошовий отаман.                                                                               |
| 1574      |  | Фока Покотило        | кошовий отаман.                                                                               |
| 1575      |  | Павлюк               | кошовий отаман.                                                                               |
| 1576—1578 |  | Яків Шах             | кошовий отаман; «гетьман низовий».                                                            |
| 1578      |  | Сулган П’ятигорець   | кошовий отаман.                                                                               |
| 1587      |  | Миколай Ружинський   | кошовий отаман; «гетьман низовий».                                                            |
| 1588      |  | Гаврило Голубок      | кошовий отаман.                                                                               |
| 1595      |  | Федір Полоус         | кошовий отаман.                                                                               |
| 1596      |  | Каспар Підвисоцький  | кошовий отаман.                                                                               |
| 1598      |  | Федір Полоус         | кошовий отаман.                                                                               |
| 1599—1600 |  | Семен Скалозуб       | кошовий отаман.                                                                               |
| 1600—1603 |  | Федір Полоус         | кошовий отаман.                                                                               |
| 1604—1605 |  | Павло Прокопович     | кошовий отаман.                                                                               |
| 1606—1608 |  | Федір Полоус         | кошовий отаман.                                                                               |
| 1608      |  | Михайло Найманович   | кошовий отаман.                                                                               |
| 1615      |  | Яків Шековничий      | кошовий отаман.                                                                               |
| 1617      |  | Сидір Єрмак          | кошовий отаман.                                                                               |
| 1618      |  | Михайло Скиба        | кошовий отаман.                                                                               |
| 1619      |  | Семен Чечуга         | кошовий отаман.                                                                               |
| 1620      |  | Петро Одинець        | кошовий отаман.                                                                               |
| 1621—1623 |  | Василь Луцкевич      | кошовий отаман.                                                                               |
| 1624—1625 |  | Грицько Чорний       | кошовий отаман.                                                                               |
| 1626      |  | Оліфер Голуб         | кошовий отаман; «гетьман низовий».                                                            |
| 1628      |  | Яків Клиша           | кошовий отаман.                                                                               |
| 1629—1631 |  | Тарас Трясило        | кошовий отаман; «гетьман низовий».                                                            |
| 1632      |  | Семен Перев'язка     | кошовий отаман.                                                                               |
| 1632      |  | Каленик Андрійович   | кошовий отаман.                                                                               |
| 1633      |  | Арлам                | кошовий отаман.                                                                               |
| 1634—1635 |  | Тарас Трясило        | кошовий отаман; «гетьман низовий».                                                            |
| 1636—1637 |  | Павло Павлюк         | кошовий отаман; «гетьман низовий».                                                            |
| 1638      |  | Дмитро Гуня          | кошовий отаман; «гетьман низовий».                                                            |
| 1638—1639 |  | Федір Лутай          | кошовий отаман.                                                                               |
| 1640      |  | Дмитро Гуня          | кошовий отаман.                                                                               |
| 1640—1646 |  | Максим Гулак         | кошовий отаман.                                                                               |
| 1647—1648 |  | Федір Лутай          | кошовий отаман.                                                                               |
| 1650      |  | Гуцький              | кошовий отаман.                                                                               |
| 1652      |  | Федір Лутай          | кошовий отаман.                                                                               |
| 1654-1657 |  | Павло Гомін          | кошовий отаман.                                                                               |
| 1657-1658 |  | Яків Барабаш         | кошовий отаман; один з організаторів повстання проти Виговського, що поклало початок Руїні.   |
| 1658-1659 |  | Павло Гомін          | кошовий отаман.                                                                               |
| 1659      |  | Іван Брюховецький    | кошовий отаман.                                                                               |
| 1660      |  | Петро Суховій        | кошовий отаман.                                                                               |
| 1661      |  | Іван Брюховецький    | кошовий отаман; іменувався «кошовим гетьманом».                                               |
| 1662      |  | Іван Величко         | кошовий отаман.                                                                               |
| 1663      |  | Сашко Туровець       | кошовий отаман.                                                                               |
| 1663      |  | Іван Сірко           | кошовий отаман.                                                                               |
| 1664      |  | Сашко Туровець       | кошовий отаман.                                                                               |
| 1664      |  | Іван Сірко           | кошовий отаман.                                                                               |
| 1664—1665 |  | Іван Щербина         | кошовий отаман.                                                                               |
| 1665      |  | Левко Шкура          | кошовий отаман.                                                                               |
| 1665      |  | Іван Курило          | кошовий отаман.                                                                               |
| 1665      |  | Іван Величко         | кошовий отаман.                                                                               |
| 1665-1666 |  | Левко Шкура          | кошовий отаман.                                                                               |
| 1666—1667 |  | Іван Ждан            | кошовий отаман; прізвисько — Ріг.                                                             |
| 1667      |  | Остап Васютенко      | кошовий отаман; прізвисько — Чемерис.                                                         |
| 1667      |  | Іван Ждан            | кошовий отаман; прізвисько — Ріг.                                                             |
| 1668      |  | Іван Білковський     | кошовий отаман.                                                                               |
| 1669      |  | Лукаш Мартинович     | кошовий отаман.                                                                               |
| 1669—1670 |  | Михайло Ханенко      | кошовий отаман.                                                                               |
| 1670      |  | Григорій Пелех       | кошовий отаман.                                                                               |
| 1671      |  | Лукаш Мартинович     | кошовий отаман.                                                                               |
| 1672      |  | Євсевій Шашол        | кошовий отаман.                                                                               |
| 1672      |  | Степан Вдовиченко    | кошовий отаман; «польовий гетьманом».                                                         |
| 1672—1673 |  | Лук'ян Андріїв       | кошовий отаман.                                                                               |
| 1673—1680 |  | Іван Сірко           | кошовий отаман.                                                                               |
| 1680—1681 |  | Іван Стягайло        | кошовий отаман.                                                                               |
| 1681—1682 |  | Трофим Волошанин     | кошовий отаман; волох.                                                                        |
| 1682      |  | Василь Олексієнко    | кошовий отаман.                                                                               |
| 1682—1684 |  | Григорій Єремєєв     | кошовий отаман; москаль.                                                                      |
| 1686      |  | Григорій Сагайдачний | кошовий отаман.                                                                               |
| 1686      |  | Федір Іваник         | кошовий отаман.                                                                               |
| 1687      |  | Філон Лихопій        | кошовий отаман.                                                                               |
| 1687      |  | Григорій Сагайдачний | кошовий отаман.                                                                               |
| 1688      |  | Філон Лихопій        | кошовий отаман.                                                                               |
| 1688—1689 |  | Іван Гусак           | кошовий отаман.                                                                               |
| 1689      |  | Федько Гусак         | кошовий отаман.                                                                               |
| 1690—1692 |  | Іван Гусак           | кошовий отаман.                                                                               |
| 1692—1693 |  | Василь Кузьменко     | кошовий отаман.                                                                               |
| 1693      |  | Іван Гусак           | кошовий отаман.                                                                               |
| 1693—1694 |  | Семен Рубан          | кошовий отаман.                                                                               |
| 1694      |  | Іван Шарпило         | кошовий отаман.                                                                               |
| 1694—1695 |  | Петро Прима          | кошовий отаман.                                                                               |
| 1695      |  | Максим Самійленко    | кошовий отаман.                                                                               |
| 1695      |  | Іван Гусак           | кошовий отаман.                                                                               |
| 1696—1697 |  | Яків Мороз           | кошовий отаман.                                                                               |
| 1697—1698 |  | Григорій Яковенко    | кошовий отаман.                                                                               |
| 1698—1699 |  | Мартин Стукало       | кошовий отаман.                                                                               |
| 1699—1700 |  | Петро Прима          | кошовий отаман.                                                                               |
| 1701      |  | Герасим Криса        | кошовий отаман.                                                                               |
| 1701—1702 |  | Петро Сорочинський   | кошовий отаман.                                                                               |
| 1702      |  | Кость Гордієнко      | кошовий отаман.                                                                               |
| 1703      |  | Герасим Криса        | кошовий отаман.                                                                               |
| 1703-1706 |  | Кость Гордієнко      | кошовий отаман.                                                                               |
| 1706-1707 |  | Лук'ян Тимофієнко    | кошовий отаман.                                                                               |
| 1707      |  | Петро Сорочинський   | кошовий отаман.                                                                               |
| 1707-1708 |  | Тимофій Фененко      | кошовий отаман.                                                                               |
| 1708-1709 |  | Кость Гордієнко      | кошовий отаман.                                                                               |
| 1709-1710 |  | Петро Сорочинський   | кошовий отаман.                                                                               |
| 1710      |  | Яким Богуш           | кошовий отаман.                                                                               |
| 1710      |  | Йосип Кириленко      | кошовий отаман.                                                                               |
| 1711-1714 |  | Кость Гордієнко      | кошовий отаман.                                                                               |
| 1714-1720 |  | Іван Малашевич       | кошовий отаман.                                                                               |
| 1720-1728 |  | Кость Гордієнко      | кошовий отаман.                                                                               |
| 1733      |  | Іван Білицький       | кошовий отаман.                                                                               |
| 1734-1735 |  | Іван Малашевич       | кошовий отаман.                                                                               |
| 1735      |  | Іван Білицький       | кошовий отаман.                                                                               |
| 1738      |  | Іван Білицький       | кошовий отаман.                                                                               |
| 1739      |  | Кость Покотило       | кошовий отаман.                                                                               |
| 1739—1740 |  | Яків Туркало         | кошовий отаман.                                                                               |
| 1740      |  | Іван Черевко         | кошовий отаман.                                                                               |
| 1740      |  | Степан Уманський     | кошовий отаман.                                                                               |
| 1741      |  | Степан Гладкий       | кошовий отаман.                                                                               |
| 1742      |  | Семен Єремієвич      | кошовий отаман.                                                                               |
| 1743      |  | Іван Малашевич       | кошовий отаман.                                                                               |
| 1744      |  | Яким Ігнатович       | кошовий отаман.                                                                               |
| 1745—1747 |  | Василь Сич           | кошовий отаман.                                                                               |
| 1747      |  | Павло Козелецький    | кошовий отаман.                                                                               |
| 1748      |  | Марко Кажан          | кошовий отаман.                                                                               |
| 1748—1749 |  | Яким Ігнатович       | кошовий отаман.                                                                               |
| 1749—1750 |  | Олексій Козелецький  | кошовий отаман.                                                                               |
| 1750      |  | Іван Кажан           | кошовий отаман.                                                                               |
| 1751      |  | Василь Сич           | кошовий отаман.                                                                               |
| 1752      |  | Яків Ігнатович       | кошовий отаман.                                                                               |
| 1752—1753 |  | Павло Козелецький    | кошовий отаман.                                                                               |
| 1753      |  | Григорій Лантух      | кошовий отаман.                                                                               |
| 1753      |  | Семен Єремієвич      | кошовий отаман.                                                                               |
| 1753      |  | Данило Гладкий       | кошовий отаман.                                                                               |
| 1754      |  | Яким Ігнатович       | кошовий отаман.                                                                               |
| 1755—1756 |  | Григорій Лантух      | кошовий отаман.                                                                               |
| 1756      |  | Федір Шкура          | кошовий отаман.                                                                               |
| 1757      |  | Данило Гладкий       | кошовий отаман.                                                                               |
| 1757—1758 |  | Григорій Лантух      | кошовий отаман.                                                                               |
| 1759—1760 |  | Олексій Білицький    | кошовий отаман.                                                                               |
| 1761      |  | Григорій Лантух      | кошовий отаман.                                                                               |
| 1762      |  | Степан Рудь          | кошовий отаман.                                                                               |
| 1762      |  | Петро Калнишевський  | кошовий отаман; генерал-лейтенант російської армії, канонізований УПЦ КП; прізвисько — Калниш |
| 1763      |  | Григорій Лантух      | кошовий отаман.                                                                               |
| 1764      |  | Пилип Федорів        | кошовий отаман.                                                                               |
| 1765      |  | Іван Білицький       | кошовий отаман.                                                                               |
| 1765—1775 |  | Петро Калнишевський  | кошовий отаман.                                                                               |

## Вшанування
У містах Первомайськ та Жмеринка є вулиця Кошових Отаманів.